# Pactos de Nueva York
Los Pactos de Nueva  York o Pactos Internacionales de Derechos Humanos son dos tratados internacionales sobre derechos humanos adoptados en el seno de la Asamblea General de las Naciones Unidas por la Resolución 2200A (XXI), de 16 de diciembre de 1966: el Pacto Internacional de Derechos Civiles y Políticos (PIDCP) y el Pacto Internacional de Derechos Económicos, Sociales y Culturales (PIDESC). 
La unión de estos pactos con sus protocolos correspondientes y la Declaración Universal de los Derechos Humanos comprende lo que se ha denominado Carta Internacional de los Derechos Humanos.

## Proceso de elaboración
La Declaración Universal de los Derechos Humanos de 1948 formaba parte de un proyecto más ambicioso, que comprendería un catálogo de derechos, un tratado que determinara las obligaciones asumidas por los Estados y una serie de mecanismos de protección. La solicitud en tal sentido fue cursada por la Asamblea General a la Comisión de Derechos Humanos en diciembre de 1946, solicitándose un proyecto para la primavera de 1948. Pero llegada la fecha la Comisión solo había llegado a elaborar, con dificultades, el catálogo de derechos humanos, que fue proclamado por la Asamblea General como Declaración Universal de los Derechos Humanos el 10 de diciembre de 1948. Al mismo tiempo, la Asamblea emplazó a la Comisión para que continuara trabajando en los demás proyectos solicitados.
El proceso de redacción tuvo que enfrentar numerosos problemas que explican la aprobación de dos tratados internacionales en lugar de uno. Es consecuencia, por un lado, del enfrentamiento entre Este y Oeste como consecuencia de la Guerra Fría. Mientras que los países capitalistas daban mayor importancia a los derechos civiles y políticos, el bloque socialista ponía el acento en los derechos económicos, sociales y culturales. A estas dos concepciones enfrentadas se unirá una tercera: los países surgidos del proceso de descolonización, en su mayoría africanos o asiáticos, enarbolarán la bandera de los derechos colectivos de los pueblos. Por otra parte, se consideró que obstaculizaba el tratamiento unitario de todos los derechos el hecho de que el respeto a los económicos, sociales y culturales no pueda normalmente ser objeto de control por los tribunales.
Todo esto llevó a que en marzo de 1952 los trabajos quedaran prácticamente paralizados. En su período de sesiones de diciembre de ese mismo año, la Asamblea General decidió la adopción de dos tratados separados y un mecanismo de protección para los derechos civiles y políticos. Para no romper la unidad del proyecto, la Asamblea solicitó también que ambos tratados tuvieran el mayor número de artículos comunes. Estas medidas permitieron que la redacción de los Pactos se desbloqueara: finalmente, la Resolución 2200A (XXI) adoptó el Pacto Internacional de Derechos Económicos, Sociales y Culturales, el Pacto Internacional de Derechos Civiles y Políticos y un Protocolo facultativo a este último.
Aún tuvieron que pasar diez años para que los tratados entraran en vigor. El PIDESC entró en vigor el 3 de enero de 1976 y el PIDCP el 23 de marzo de 1976 (al igual que su protocolo).
Trece años más tarde, la Asamblea General aprobó y proclamó un Segundo Protocolo Facultativo del Pacto Internacional de Derechos Civiles y Políticos, destinado a abolir la pena de muerte, mediante su resolución 44/128, de 15 de diciembre de 1989.

## Estructura
La Asamblea General pretendió que existiera cierta unidad entre los dos Pactos. La redacción es común para determinados elementos, que son
- el preámbulo
- el artículo 1, que recoge el derecho de libre determinación de los pueblos.
- el artículo 3, que establece la igualdad entre hombres y mujeres en el disfrute de los derechos.
- el artículo 5, que prohíbe el abuso del derecho, así como la restricción de un derecho por estar recogido con un alcance menor en el Pacto que en el Derecho interno.
- los artículos 48 a 53 PIDCP se corresponden con los artículos 26 a 31 PIDESC. Recogen disposiciones generales.

Además, existen similitudes en los artículos 2 (alcance de las obligaciones asumidas por los Estados) y 4 (limitaciones o suspensión de derechos).
El catálogo de derechos se recoge en los artículos 6 a 27, en el PIDCP, y los artículos 6 a 15 en el PIDESC.